# Silloth
Silloth est une ville dans le nord de Cumbria, au Royaume-Uni. 

## Personnalités liées à la ville
- Cecil Leitch (1891-1977), golfeuse anglaise et l'une des premières grandes championnes de son sport, y est née.